# Кочергино (Крым)
Коче́ргино (до 1948 года Бакка́л-Су; укр. Кочергіне, крымскотат. Baqqal Suv, Бакъкъал Сув) — село в Бахчисарайском районе Республики Крым, в составе Каштановского сельского поселения (согласно административно-территориальному делению Украины — Каштановского сельсовета Бахчисарайского района Автономной Республики Крым), одно из подразделений бывшего совхоза, сейчас ЗАО, Бурлюк.

## Население
| 2001 | 2014 |
| ---- | ---- |
| 485  | ↘439 |

Всеукраинская перепись 2001 года показала следующее распределение по носителям языка
| Язык             | Процент |
| ---------------- | ------- |
| русский          | 58.56   |
| украинский       | 15.05   |
| крымскотатарский | 8.04    |
| другие           | 0,42    |

### Динамика численности

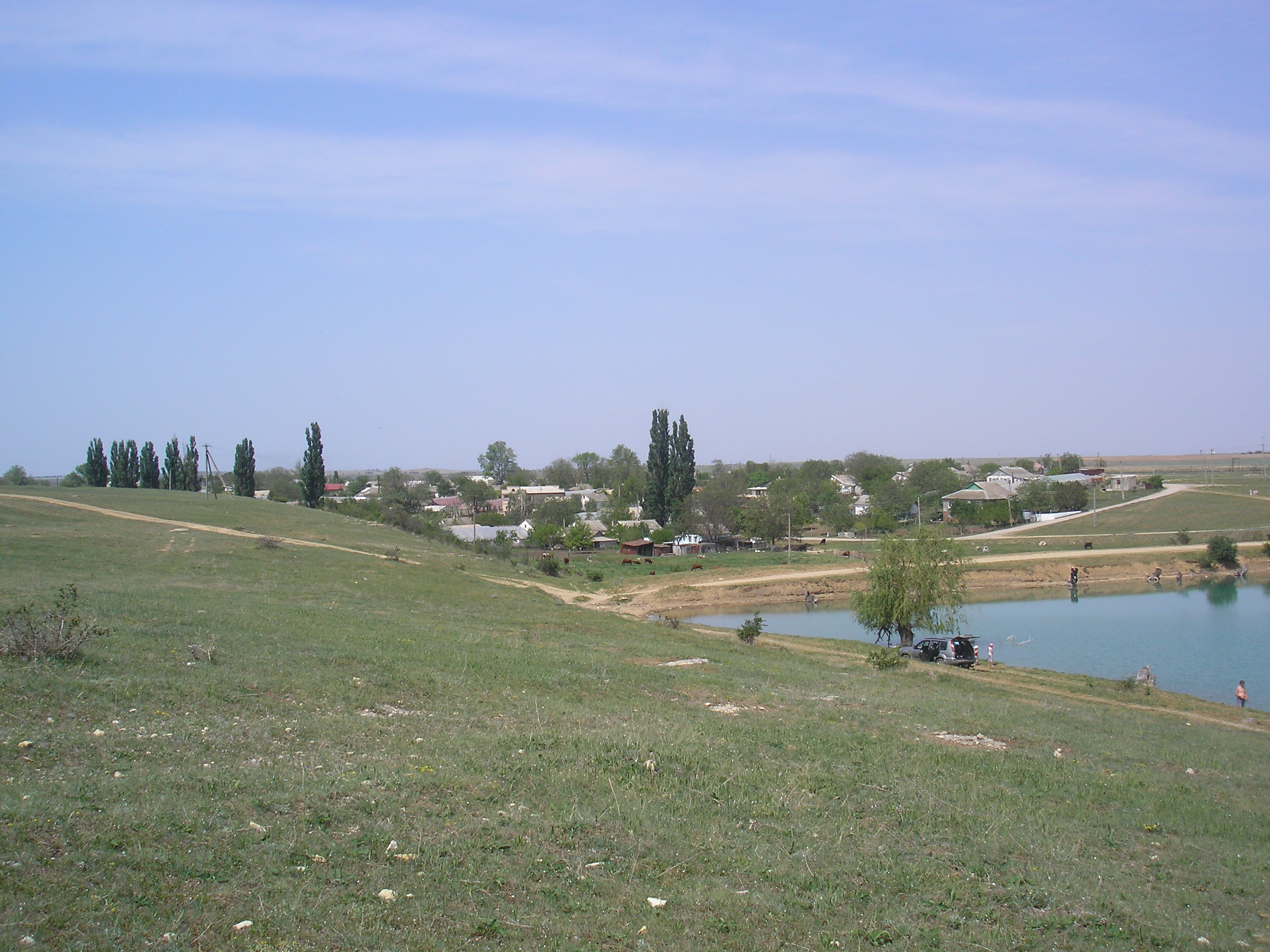
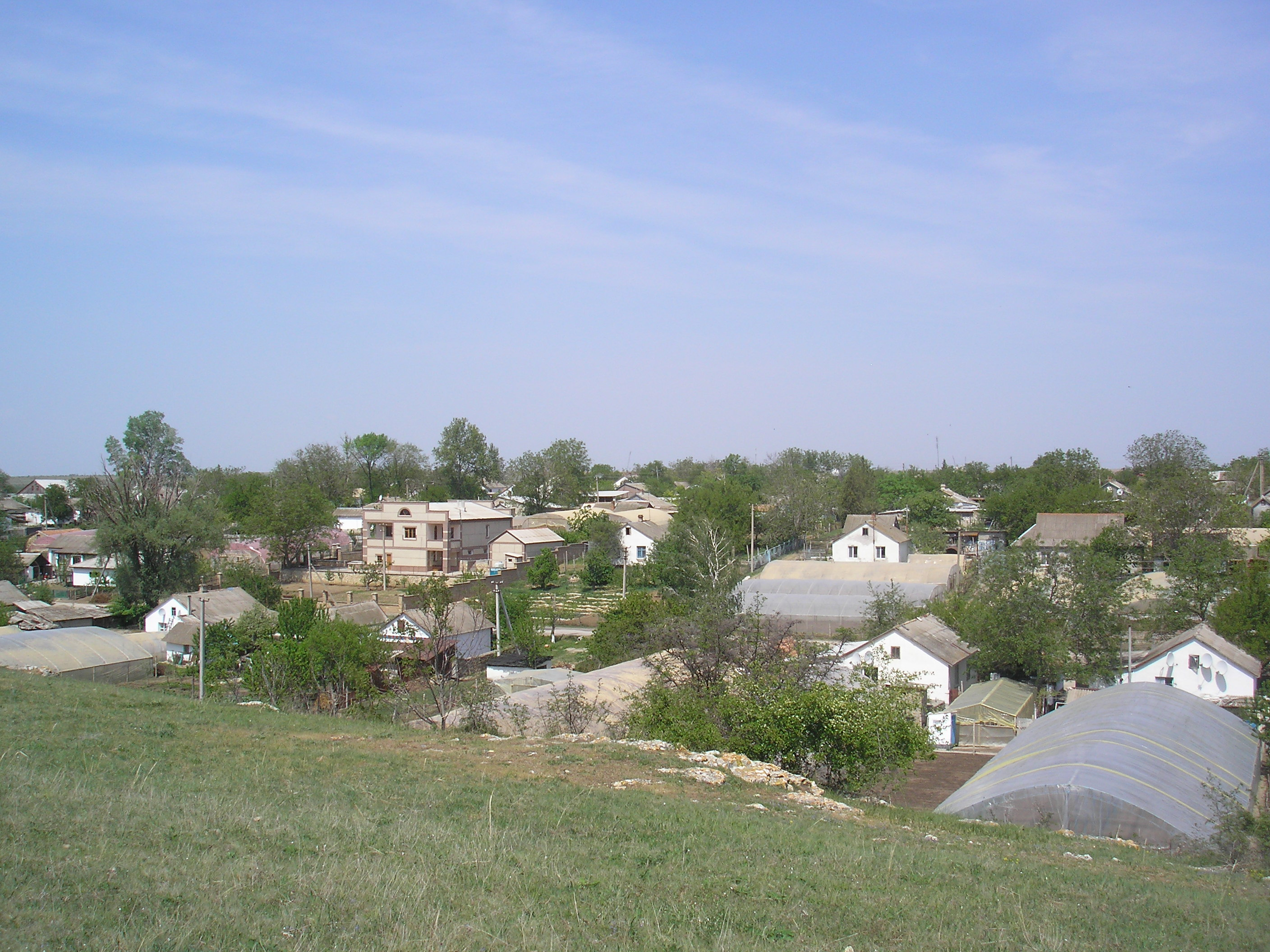
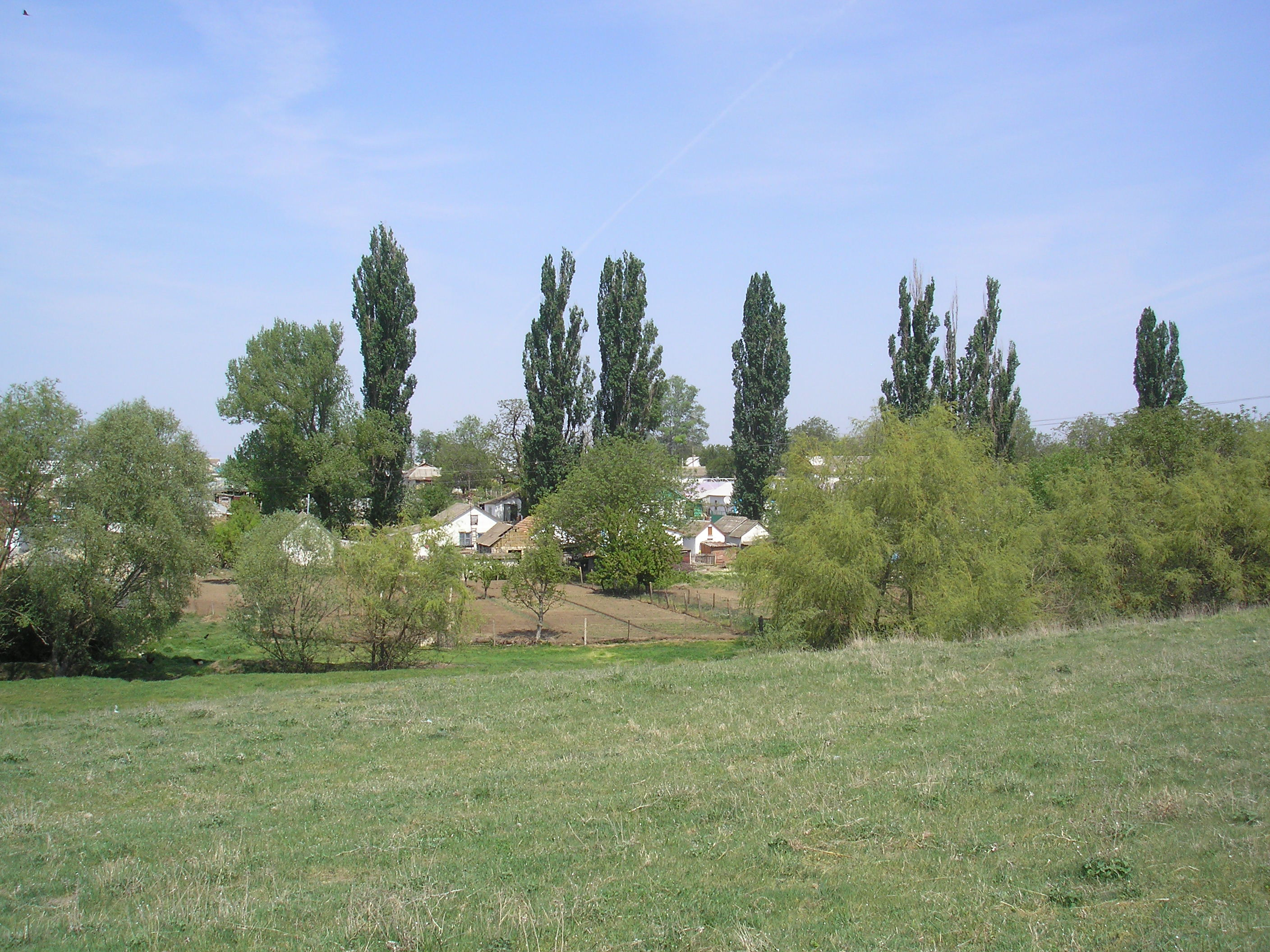

| - 1926 год — 101 чел. - 1939 год — 135 чел. - 1989 год — 372 чел. | - 2001 год — 485 чел. - 2009 год — 407 чел. - 2014 год — 439 чел. |

## Современное состояние
В селе 7 улиц, 128 дворов, в которых, по данным сельсовета на 2009 год, проживало 407 человек; площадь села 70 гектаров, действует фельдшерско-акушерский пункт, православная община Сергия Радонежского. Кочергино связано автобусным сообщением с Бахчисараем и Севастополем.

## География
Кочергино расположено на северо-западе района, в низовьях маловодной балки Эски-Кышлав, левого притока низовьев реки Альмы, примерно в 18 километрах от Бахчисарая на шоссе 35Н-018 Береговое — Бахчисарай (по украинской классификации — С-0-10201). Ближайшая железнодорожная станция Бахчисарай. Соседнее село Отрадное в 2,7 километрах. Высота над центра села уровнем моря 84 м.

## История
Село Баккал-Су было основано переселенцами из России уже в Тав-Бадракской волости Симферопольского уезда в конце XIX века, ниже по балке от почти опустевшего (всего в 3 двора) старинного села Отеш-Эли, при этом в «…Памятной книжке Таврической губернии на 1892 год» деревня ещё не записана, а на подробной военной карте 1892 года в Баккал-Су уже обозначено 22 двора с русским населением (соседний Отеш-Эли не обозначен вовсе). Деревня не упомянута ни в «…Памятной книжке Таврической губернии на 1900 год», ни в Статистическом справочнике Таврической губернии 1915 года. Вновь, в доступных источниках Баккал-су встречается на карте Стрельбицкого 1920 года, затем на карте Крымского статистического управления 1922 года.
После установления в Крыму Советской власти, по постановлению Крымревкома от 8 января 1921 года была упразднена волостная система и село вошло в состав Бахчисарайского района Симферопольского уезда (округа), а в 1922 году уезды получили название округов. 11 октября 1923 года, согласно постановлению ВЦИК, в административное деление Крымской АССР были внесены изменения, в результате которых был создан Бахчисарайский район и село включили в его состав. Согласно Списку населённых пунктов Крымской АССР по Всесоюзной переписи 17 декабря 1926 года, в селе Бакал-Су, Идеш-Эльского сельсовета Бахчисарайского района, имелось 22 двора, из них 21 крестьянский, население составляло 101 человек (51 мужчина и 50 женщин). В национальном отношении учтено 75 русских, 29 украинцев и 3 записаны в графе «прочие». По данным всесоюзной переписи населения 1939 года в селе проживало 135 человек.
В 1944 году, после освобождения Крыма от фашистов, 12 августа 1944 года было принято постановление № ГОКО-6372с «О переселении колхозников в районы Крыма» по которому в район планировалось переселить 6000 колхозников и в сентябре 1944 года в район приехали первые новосёлы (2146 семей) из Орловской и Брянской областей РСФСР, а в начале 1950-х годов последовала вторая волна переселенцев из различных областей Украины. С 25 июня 1946 года Баккал-Су в составе Крымской области РСФСР. Указом Президиума Верховного Совета РСФСР от 18 мая 1948 года село Баккал-Су было переименовано в Панфиловку, а расположенное неподалёку село Отеш-Эли — в Кочергино. 26 апреля 1954 года Крымская область была передана из состава РСФСР в состав УССР. В период с 1960 года, когда Кочергино отдельно числилось в составе Красноармейского сельсовета по 1968 год, когда селение записано в составе Плодовского сельсовета, эти два села были объединены с присвоением объединённому селу названия Кочергино (согласно справочнику «Крымская область. Административно-территориальное деление на 1 января 1968 года» в период с 1954 по 1968 годы). Фактически же после объединения жители из бывшего Отеш-Эли были переселены в центральную усадьбу — бывший Баккал-Су. Таким образом, несмотря на то, что согласно документам о переименованиях, прежнее название Кочергино — Отеш-Эли, на самом деле современное Кочергино — продолжатель села Баккал-Су, а на месте, где находился Отеш-Эли (в 1,5 км к юго-востоку от сегодняшнего Кочергино, выше по балке) сохранилось лишь несколько хозяйственных построек. К 1977 году село переподчинили Каштановскому сельсовету. По данным переписи 1989 года в селе проживало 372 человека.
С 12 февраля 1991 года село в восстановленной Крымской АССР, 26 февраля 1992 года переименованной в Автономную Республику Крым. С 21 марта 2014 года село в составе Республики Крым России.